# Alí Babà i els quaranta lladres (pel·lícula)
Alí Babà i els quaranta lladres (en francès Ali Baba et les Quarante Voleurs) és una pel·lícula francesa de 1954 dirigida per Jacques Becker basada en el conte homònim extret de Les mil i una nits. Fou rodada a la ciutat marroquina de Taroudant i protagonitzada per Fernandel, Samia Gamal i Dieter Borsche. Ha estat traduïda al català i emesa per TV3 el 22 d'octubre de 1986.

## Repartiment
- Fernandel - Alí Babà
- Samia Gamal - Morgiane
- Dieter Borsche  - Abdel, cap bandit
- Henri Vilbert - Cassim
- Édouard Delmont - Pare de Morgiane
- Edmond Ardisson - Mendiant
- Manuel Gary  - Mendiant
- Julien Maffre  - Mendiant
- Leopoldo Francés
- Gaston Orbal - Muftí
- Bob Ingarao  - Un bandit
- Yôko Tani
- Fanfan Minucci
- José Casa  - Mendiant
- Abdelhaq Chraibi
- Mohamed Gabsi
- Piella Sorano
- Micheline Gary
- Abdelkader Belkhodja - Mendiant

## Crítiques
A Cahiers du cinéma François Truffaut signà un article elogiant la pel·lícula afirmant que l'havia vist tres vegades: «A la primera visió, Alí Babà em va decebre, la segona em va avorrir, la tercera em va apassionar i encantar. (...) Cal passar per l'escenari de la sorpresa, cal conèixer l'estructura de la pel·lícula de manera que s'esvaeixi la sensació de desequilibri experimentada en primer lloc.» Admet defectes en la pel·lícula (el fet d'haver situat aquesta en un "Orient de Canebiera" - assenyala que la majoria dels actors són marsellesos- la música de Paul Misraki que troba "molt dolenta", l'actuació d'Henri Vilbert que troba massa "interior" per aquest paper on s'ha de moure, saltar i córrer: «Quan és al camp, volem refer l'enquadrament») però parlant de la seva posada en escena assegura que Ali baba et les Quarante Voleurs és la pel·lícula francesa "més ben feta" de l'any amb Touchez pas au grisbi i destaca el seu encant.
Truffaut troba que l'estil d'actuació de Fernandel s'adapta força a la posada en escena i que Jacques Becker té èxit amb el que Claude Autant-Lara o Yves Allégret havien fracassat a L'hostal vermell i Mam'zelle Nitouche. Per ell la pel·lícula « un extraordinari document sobre (…) un monument anomenat Fernandel ».
Finalment, assenyalar la crítica d'aquesta pel·lícula és el primer article en què François Truffaut utilitza l'expressió Politique des auteurs. Ha escrit « Ali Baba hauria estat equivocat si jo l'hagués defensat de totes maneres en virtut de la Politique des Auteurs (…) Malgrat el seu guió triturat per deu o dotze persones, deu o dotze més llevat Becker, Ali Baba és la pel·lícula d'un auteur, un autor amb un mestratge excepcional, un auteur de film. »